# 乔治·皮奥
乔治·皮奥（法語：Georges Piot，1896年9月14日—1980年4月5日），法国男子赛艇运动员。他曾代表法国参加1924年和1928年夏季奥林匹克运动会赛艇比赛，其中1924年奥运会获得一枚银牌。